# Mixi

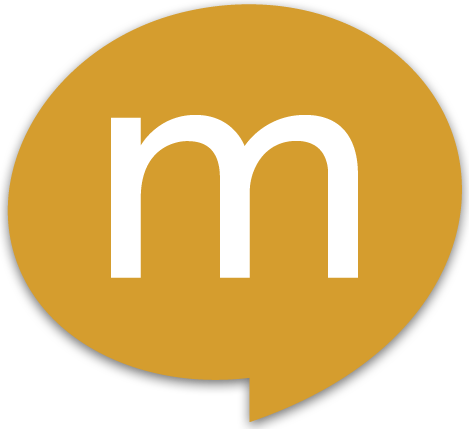

Mixi, Inc. (tiếng Nhật: ミクシィ-mikushi) là một trang mạng xã hội ở Nhật bắt đầu hoạt động từ năm 2004; đến tháng 5/2008, Mixi đã sở hữu 21.6 triệu người dùng. Công ty điều hành Mixi, tiền thân là E-Mercury, Inc., được Kenji Kasahara thành lập năm 1999, ban đầu là công ty trách nhiệm hữu hạn, về sau trở thành công ty liên doanh vào năm 2000. Đến tháng 2/2006, công ty E-Mercury được đổi tên thành Mixi cho phù hợp với dịch vụ mạng xã hội Mixi được ra mắt cách đó 2 năm. Hiện nay trụ sở công ty đặt tại Shibuya, Tokyo.
- Giá trị cốt lõi của Mixi là "giải trí cộng đồng", mọi người gặp gỡ nhau thông qua những sở thích chung. Cũng giống như các mạng xã hội điển hình, người dùng Mixi có thể gửi tin nhắn, viết nhật ký, đọc và bình luận bài viết của người khác, mời bạn mới và tổ chức các hoạt động chung.
- Việc đăng ký tài khoản Mixi yêu cầu người dùng cung cấp số điện thoại cá nhân, tránh tình trạng một người sử dụng nhiều tài khoản.
- MyMixi, gọi tắt theo tiếng Nhật là Maimiku, có nghĩa là bạn bè trên Mixi. Một người dùng tối đa có 1000 bạn Mixi. Tài khoản nào được đăng ký tarento(người nổi tiếng) thì không bị giới hạn số lượng bạn bè.
- Từ "Mixi" là một từ ghép giữa "Mix" và "I" trong tiếng Anh, mang ý nghĩa "tôi" "hòa nhập" với những người dùng khác thông qua mạng xã hội này.
- Batara Eto là người phát triển duy nhất của Mixi khi trang này mới được hình thành.
- Mạng Mixi chủ yếu sử dụng mã nguồn mở của Linux, Apache, MySQL và Perl. Mixi dùng vài trăm máy chủ MySQL và cả cơ sở dữ liệu Tokyo Cabinet.
- Thuật ngữ "Mixi Fatigue" (tiếng Nhật: ミクシィ疲れ – mikushi tsukare) dùng để diễn tả trạng thái lừ đừ mệt mỏi sau một thời gian sử dụng Mixi, dẫn đến giải hoạt tài khoản.